# Filarmónica Gil
Filarmónica Gil est un groupe de musique portugais, anciennement mené par le musicien et compositeur João Gil (Trovante, Ala dos Namorados, Rio Grande et Cabeças no Ar).

## Biographie
C'est à l'occasion des 25 ans de carrière de João Gil, et après une invitation pour deux jours de concert, que Filarmónica Gil se forme. Le chanteur était Nuno Norte, ancien vainqueur de la première édition de l'émission Ídolos, diffusée sur la chaîne SIC, et le bassiste était Rui Costa, ex-membre de Silence 4. Les paroles sont écrites par João Monge, un collaborateur régulier dans d'autres groupes.
Leur album homonyme, Filarmónica Gil, sort en juin 2005. Deixa-te Ficar Na Minha Casa devient la chanson la plus diffusée. Sara Tavares collabore à la chanson Se Eu Soubesse (O Que Sei Hoje) avec des paroles de Catarina Furtado. En 2007, ils sortent l'album Por Mão Própria. Mónica Ferraz participe à la chanson Eu Disse Que Sim de Margarida Gil. Le premier single est Ponto de Rebuçado. Des poèmes d'Ana Hatherly et de E.E. Cummings ont également été interprétés. Le groupe se sépare peu après. 

## Discographie
- 2005 : Filarmónica Gil
- 2007 : Por Mão Própria